# Pont restaurant

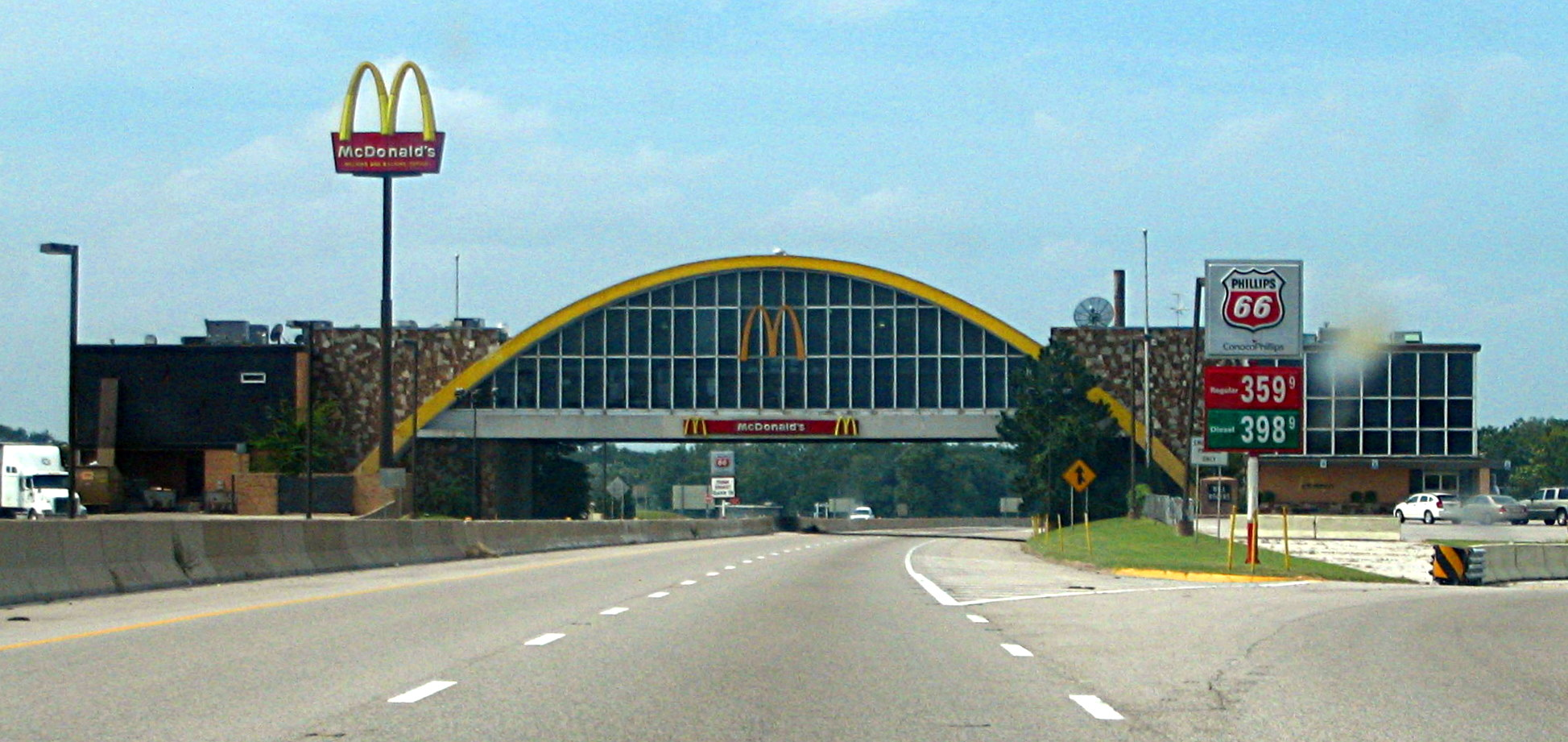
Construït el 1957, el primer pont restaurant del món a Vinita, Oklahoma (fotografia del 2008).

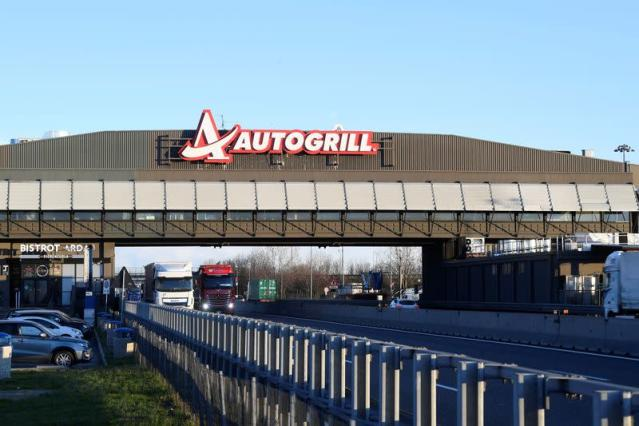
Construït el 1959, el primer pont restaurant d'Europa a Fiorenzuola d'Arda, Italia.

Un pont restaurant (anglès: restaurant bridge) és un restaurant, generalment en una estructura tancada amb vidres, construït com un pont sobre una carretera, principalment sobre autopistes o autovies. Normalment proporciona accés des dels dos costats de la carretera sense la necessitat de travessar la carretera per un túnel o passarel·la. La construcció també crida l'atenció dels automobilistes, cosa que facilita l'entrada a l'àrea de servei.
El primer restaurant bridge es va construir el 1957, sobre la I-44 (Will Rogers Turnpike) a la zona de descans de Vinita, Oklahoma. Was és el restaurant de menjar ràpid McDonald's més gran del món. Amb la construcció de l'Illinois Tollway el 1958, es van construir cinc restaurants pont més com Illinois Tollway Oases, que es van inaugurar el 1959.

## Ponts-restaurant importants
| Estat          | Àrea de servei                    | Vía                             | Inici      | Coordenades                                                |  |
| -------------- | --------------------------------- | ------------------------------- | ---------- | ---------------------------------------------------------- |  |
| Suècia         | Gävle Bro                         | E4                              | 1987       | 60° 38′ 56″ N, 17° 7′ 8″ E / 60.64889°N,17.11889°E         |  |
| Noruega        | Holmestrand                       | E18                             |            | 59° 30′ 50.7″ N, 10° 12′ 10″ E / 59.514083°N,10.20278°E    |  |
| Suècia         | Nyköpingsbro                      | E4                              | 1986       | 58° 44′ 56″ N, 16° 55′ 14.9″ E / 58.74889°N,16.920806°E    |  |
| Regne Unit     | Charnock Richard services         | M6                              | 1963       | 53° 37′ 52.2″ N, 2° 41′ 28″ O / 53.631167°N,2.69111°O      |  |
| Regne Unit     | Knutsford services                | M6                              | 1963       | 53° 18′ 2″ N, 2° 24′ 6″ O / 53.30056°N,2.40167°O           |  |
| Regne Unit     | Keele services                    | M6                              | 1963       | 52° 59′ 35″ N, 2° 17′ 21.9″ O / 52.99306°N,2.289417°O      |  |
| Regne Unit     | Leicester forest services         | M1                              | 1966       | 52° 37′ 7.4″ N, 1° 12′ 21.6″ O / 52.618722°N,1.206000°O    |  |
| Alemanya       | Dammer Berge                      | A1                              | 1969       | 52° 32′ 24″ N, 8° 6′ 49″ E / 52.54000°N,8.11361°E          |  |
| Alemanya       | ICC-Berlin                        | Messedamm                       | 02.04.1979 | 52° 30′ 16″ N, 13° 16′ 46″ E / 52.50444°N,13.27944°E       |  |
| Països Baixos  | Oldenzaal                         |                                 |            | 52° 17′ 47.4″ N, 6° 55′ 25.2″ E / 52.296500°N,6.923667°E   |  |
| Països Baixos  | Den Ruygen Hoek                   | A4                              | 18.12.1980 | 52° 15′ 36″ N, 4° 41′ 17″ E / 52.26000°N,4.68806°E         |  |
| Regne Unit     | Medway services                   | M2                              | 01.11.1963 | 51° 20′ 26.3″ N, 0° 36′ 26.4″ E / 51.340639°N,0.607333°E   |  |
| Bèlgica        | Gierle                            | E34                             |            | 51° 17′ 30.8″ N, 4° 52′ 19.2″ E / 51.291889°N,4.872000°E   |  |
| Bèlgica        | Silly                             | A8                              |            | 50° 41′ 1.4″ N, 3° 53′ 51.4″ E / 50.683722°N,3.897611°E    |  |
| Bèlgica        | Barchon                           | A3                              |            | 50° 39′ 13.9″ N, 5° 42′ 38″ E / 50.653861°N,5.71056°E      |  |
| Bèlgica        | Orival                            | A7                              | 2001       | 50° 36′ 53.6″ N, 4° 18′ 1.3″ E / 50.614889°N,4.300361°E    |  |
| Bèlgica        | Verlaine                          | A15                             |            | 50° 35′ 34.6″ N, 5° 18′ 13.3″ E / 50.592944°N,5.303694°E   |  |
| Alemanya       | Frankenwald                       | A9                              | 1967       | 50° 24′ 19″ N, 11° 46′ 25″ E / 50.40528°N,11.77361°E       |  |
| Bèlgica        | Wanlin                            | A4                              | 1995       | 50° 8′ 34.8″ N, 5° 4′ 43.2″ E / 50.143000°N,5.078667°E     |  |
| Bèlgica        | Arlon                             | A4                              |            | 49° 38′ 35.6″ N, 5° 49′ 41.8″ E / 49.643222°N,5.828278°E   |  |
| Alemanya       | Haus der Deutschen Weinstraße     | Deutsche Weinstraße             | 1995       | 49° 36′ 33″ N, 8° 10′ 53″ E / 49.60917°N,8.18139°E         |  |
| França         | Verdun Saint Nicolas (Haudiomont) | A4                              |            | 49° 7′ 9.2″ N, 5° 30′ 34.3″ E / 49.119222°N,5.509528°E     |  |
| França         | Nemours                           | A6                              |            | 48° 15′ 45.6″ N, 2° 43′ 19.2″ E / 48.262667°N,2.722000°E   |  |
| França         | Orleans-Saran                     | A10                             | 1975       | 47° 58′ 36″ N, 1° 51′ 32.4″ E / 47.97667°N,1.859000°E      |  |
| Àustria        | Auracher Löchl                    | Römerhofgasse, Kufstein         |            | 47° 34′ 56″ N, 12° 10′ 5.8″ E / 47.58222°N,12.168278°E     |  |
| Suïssa         | Pratteln                          | A3                              | 26.10.1978 | 47° 31′ 39″ N, 7° 42′ 3″ E / 47.52750°N,7.70083°E          |  |
| Suïssa         | Würenlos                          | A1                              | 13.05.1972 | 47° 26′ 17.5″ N, 8° 20′ 51″ E / 47.438194°N,8.34750°E      |  |
| Suïssa         | Knonauer Amt                      | A4                              | 11.13.2009 | 47° 16′ 18.5″ N, 8° 26′ 16.5″ E / 47.271806°N,8.437917°E   |  |
| França         | Beaune-Merceuil                   | A6                              | 29.10.1970 | 46° 57′ 40″ N, 4° 50′ 11.2″ E / 46.96111°N,4.836444°E      |  |
| França         | Saint Albain                      | A6                              | 24.07.1971 | 46° 25′ 10″ N, 4° 51′ 55.2″ E / 46.41944°N,4.865333°E      |  |
| Itàlia         | Brembo - Osio                     | A4                              | 1962       | 45° 37′ 54″ N, 9° 35′ 55.4″ E / 45.63167°N,9.598722°E      |  |
| Itàlia         | Sebino - Erbusco                  | A4                              | 1962       | 45° 35′ 37.3″ N, 9° 57′ 53.8″ E / 45.593694°N,9.964944°E   |  |
| Itàlia         | Novara                            | A4                              | 1962       | 45° 28′ 5.9″ N, 8° 39′ 24″ E / 45.468306°N,8.65667°E       |  |
| Itàlia         | Limena                            | A4                              | 02.04.1967 | 45° 26′ 54″ N, 11° 50′ 41″ E / 45.44833°N,11.84472°E       |  |
| Itàlia         | Scaligera - Soave                 | A4                              | 1969       | 45° 24′ 38.4″ N, 11° 13′ 57.8″ E / 45.410667°N,11.232722°E |  |
| Itàlia         | Dorno                             | A7                              | 11.05.1964 | 45° 8′ 52.8″ N, 8° 59′ 29.4″ E / 45.148000°N,8.991500°E    |  |
| Itàlia         | Fiorenzuola d'Arda                | A1                              | 29.12.1959 | 44° 57′ 44.4″ N, 9° 54′ 18.4″ E / 44.962333°N,9.905111°E   |  |
| Itàlia         | Cantagallo (Prato)                | A1                              | 29.04.1961 | 44° 27′ 21.6″ N, 11° 16′ 48″ E / 44.456000°N,11.28000°E    |  |
| Itàlia         | Serravalle Pistoiese              | A11                             | 1962       | 43° 53′ 28.1″ N, 10° 49′ 31.2″ E / 43.891139°N,10.825333°E |  |
| Itàlia         | Chianti - Ripoli                  | A1                              | 1962       | 43° 43′ 45.2″ N, 11° 19′ 59.9″ E / 43.729222°N,11.333306°E |  |
| França         | Lançon-Provence                   | A7                              |            | 43° 35′ 21.6″ N, 5° 11′ 25.2″ E / 43.589333°N,5.190333°E   |  |
| Espanya        | Arrigorriaga                      | AP-68                           |            | 43° 11′ 26″ N, 2° 53′ 47″ O / 43.19056°N,2.89639°O         |  |
| Itàlia         | Montepulciano                     | A1                              | 1967       | 43° 8′ 9″ N, 11° 51′ 51.5″ E / 43.13583°N,11.864306°E      |  |
| Espanya        | La Junquera                       | E15                             |            | 42° 24′ 22.6″ N, 2° 52′ 21.2″ E / 42.406278°N,2.872556°E   |  |
| Espanya        | Porta Cerdanya                    | E9                              |            | 42° 20′ 44.5″ N, 1° 49′ 58.3″ E / 42.345694°N,1.832861°E   |  |
| Estats Units   | Lake Forest Oasis                 | Interstate 94                   | 1959       | 42° 15′ 10.6″ N, 87° 54′ 4.8″ O / 42.252944°N,87.901333°O  |  |
| Estats Units   | Belvidere Oasis                   | Interstate 90                   | 1959       | 42° 14′ 0.3″ N, 88° 50′ 4.4″ O / 42.233417°N,88.834556°O   |  |
| Itàlia         | Feronia                           | A1                              | 1964       | 42° 8′ 6.1″ N, 12° 36′ 7″ E / 42.135028°N,12.60194°E       |  |
| Estats Units   | Des Plaines Oasis                 | Interstate 90                   | 1959       | 42° 0′ 52.9″ N, 87° 55′ 35.3″ O / 42.014694°N,87.926472°O  |  |
| Estats Units   | O'Hare Oasis                      | Interstate 294                  | 1959       | 41° 57′ 2″ N, 87° 52′ 56.9″ O / 41.95056°N,87.882472°O     |  |
| Itàlia         | autostrada Frascati               | E821                            | 1963       | 41° 49′ 54.7″ N, 12° 39′ 23.5″ E / 41.831861°N,12.656528°E |  |
| Estats Units   | Hinsdale Oasis                    | Interstate 294                  | 1959       | 41° 47′ 0.6″ N, 87° 54′ 28.3″ O / 41.783500°N,87.907861°O  |  |
| Estats Units   | Abraham Lincoln Oasis             | Interstate 80                   | 1967       | 41° 34′ 43.3″ N, 87° 35′ 56.6″ O / 41.578694°N,87.599056°O |  |
| Espanya        | Lleida                            | E90                             |            | 41° 32′ 33.6″ N, 0° 38′ 15.8″ E / 41.542667°N,0.637722°E   |  |
| Espanya        | El Penedés                        | E90                             |            | 41° 17′ 19.3″ N, 1° 35′ 32.2″ E / 41.288694°N,1.592278°E   |  |
| Itàlia         | Alfaterna                         | A3                              | 1971       | 40° 43′ 58.1″ N, 14° 40′ 44.4″ E / 40.732806°N,14.679000°E |  |
| Espanya        | La Plana                          | E15                             |            | 39° 51′ 52″ N, 0° 7′ 21″ O / 39.86444°N,0.12250°O          |  |
| Corea del Nord | Sohung (Hungsu-ri)                | AH 1 (Pjongjang - DMZ (-Seoul)) |            | 38° 28′ 4.1″ N, 126° 4′ 3.1″ E / 38.467806°N,126.067528°E  |  |
| Grècia         | Sirios - Malakasa                 | A1                              |            | 38° 15′ 21.6″ N, 23° 45′ 0″ E / 38.256000°N,23.75000°E     |  |
| Estats Units   | Vinita, Oklahoma                  | Will Rogers Turnpike            | 1957       | 36° 37′ 23.9″ N, 95° 8′ 52.9″ O / 36.623306°N,95.148028°O  |  |
| Malàisia       | Sungai Buloh                      | E1 (AH 2)                       |            | 3° 11′ 19.3″ N, 101° 35′ 10.7″ E / 3.188694°N,101.586306°E |  |
| Malàisia       | Subang Jaya                       | E6                              |            | 3° 1′ 32.3″ N, 101° 34′ 32.2″ E / 3.025639°N,101.575611°E  |  |
| Malàisia       | Ayer Keroh                        | E2 (AH 2)                       |            | 2° 23′ 54.5″ N, 102° 13′ 15.7″ E / 2.398472°N,102.221028°E |  |
| Sud-àfrica     | Petroport                         | N1                              |            | 25° 36′ 59.8″ S, 28° 16′ 41.8″ E / 25.616611°S,28.278278°E |  |
| Sud-àfrica     | Midrand                           | N1                              |            | 25° 58′ 49.4″ S, 28° 7′ 34.6″ E / 25.980389°S,28.126278°E  |  |
| Xile           | Peñaflor-Talagante                | AP-78                           | 1998       | 33° 38′ 3.4″ S, 70° 52′ 8.3″ O / 33.634278°S,70.868972°O   |  |

## Miscel·lània
Literalment, els restaurants del Novy Most de Bratislava, oberts el 1972, i l’Esplanade Riel de Winnipeg, obert el 2003, es podrien considerar ponts restaurants, però aquests ponts són passos normals sobre rius que inclouen un restaurant i, per tant, no són "ponts restaurant" pròpiament dits (segons s'han definit). El pont Anshun de Chengdu, inaugurat el 2003, compta amb el pont-restaurant Veranda construït com un pont sobre el riu en lloc d’una carretera. La ciutat sèrbia de Valjevo també té un restaurant amb terrassa en un pont construït específicament que creua el riu a Knez Mihajleva.